# Hiroshi Yoshida (pintor)
Hiroshi Yoshida (吉田 博 Yoshida Hiroshi?, 19 de septiembre de 1876 – 5 de abril de 1950) fue un pintor y xilógrafo japonés del siglo XX. Se le considera uno de los más grandes artistas del estilo shin-hanga, recordado especialmente por sus grabados de paisajes. Yoshida viajó mucho y pintó en el estilo tradicional japonés de las xilografías diferentes monumentos y paisajes naturales como el Taj Mahal, los Alpes suizos, el Gran Cañón y otros parques nacionales de Estados Unidos.

## Biografía
Nacido como Hiroshi Ueda en la ciudad de Kurume, Fukuoka (Kyūshū), el 19 de septiembre de 1876, Yoshida mostró una temprana aptitud para el arte, fomentada por su padre adoptivo, quien era profesor de pintura en la escuela pública. A los 19 años, fue enviado a Kioto para estudiar con Tamura Shoryu, un conocido profesor de pintura de estilo occidental. Después estudió con Koyama Shōtarō en Tokio durante otros tres años.
Realizó numerosos viajes por todo el mundo, con el objetivo de conocer diferentes expresiones artísticas y realizar obras de distintos paisajes. Uno de sus viajes más importantes fue el realizado a la India.
En 1899, Yoshida realizó su primera exposición americana en el Museo de Arte de Detroit, actual Instituto de Artes de Detroit. Después viajó a Boston, Washington D. C., Providence y por Europa. En 1920, Yoshida presentó su primera xilografía en el Watanabe Print Workshop, organizado por Shōzaburō Watanabe (1885-1962), editor y defensor del movimiento shin-hanga. Sin embargo, la colaboración de Yoshida con Watanabe fue breve debido en parte a que el taller de Watanabe se incendió a causa del Gran terremoto de Kantō del 1 de septiembre de 1923.
En 1925, contrató a un grupo de grabadores e impresores profesionales y estableció su propio estudio. Los grabados se realizaban bajo su estrecha supervisión. Yoshida combinó el sistema de colaboración del ukiyo-e con el principio del sōsaku-hanga y formó una tercera escuela alejada del movimiento shin-hanga. A la edad de 73 años, Yoshida realizó su último viaje de bocetos a Izu y Nagaoka, donde pintó sus últimas obras El mar de Izu occidental y Las montañas de Izu. Enfermó durante el viaje y regresó a Tokio, donde murió el 5 de abril de 1950 en su casa. Su tumba se encuentra en los terrenos del Ryuun-in, en Koishikawa, Tokio. Las futuras generaciones de su linaje también se dedicaron a la pintura.

## Estilo artístico

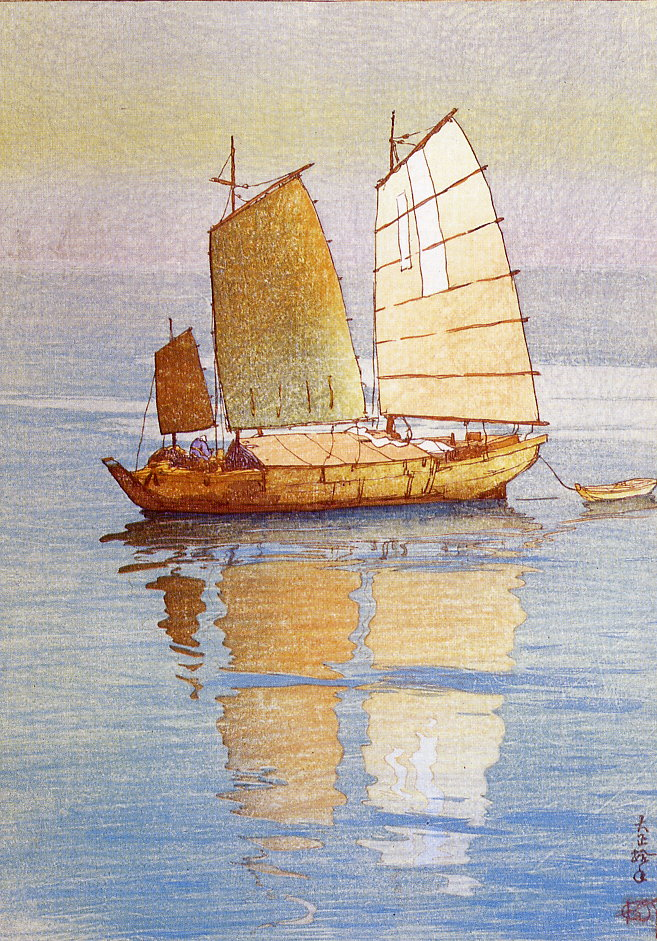
Veleros, 1921.

Hiroshi Yoshida se formó en la tradición occidental de la pintura al óleo, que fue adoptada en Japón durante la Era Meiji. Yoshida utilizaba a menudo los mismos bloques y variaba el color para sugerir diferentes estados de ánimo. El mejor ejemplo de ello es Veleros, de 1921.
Los extensos viajes de Yoshida y su relación con los estadounidenses influyeron considerablemente en su arte. En 1931 publicó una serie de grabados con escenas de India, Pakistán, Afganistán y Singapur. Seis de ellos eran vistas del Taj Mahal en diferentes estados de ánimo y colores.
El estilo que define la obra de Hiroshi Yoshida se conoce como ukiyo-e. Este estilo surgió en Japón en torno al siglo XV y consiste en la aplicación de pintura sobre un bloque de madera. Los temas habituales representados en esta pintura eran el teatro Kabuki, paisajes naturales, personajes de la alta sociedad o escenas cotidianas. Durante muchos años, el estilo ukiyo-e fue la representación más fiel de lo que significaba el arte en Japón.
Sus obras se conservan en varios museos de todo el mundo como el Museo Británico, el Museo de Arte de Toledo, el Museo de Brooklyn, los Museo de Arte de Harvard, el Museo de Arte de San Luis, el Museo de Arte de Dallas, el Museo de Arte de la Universidad de Míchigan, el Instituto de Arte Clark, el Museo de Arte de Portland, el Museo de Arte de Indianápolis, el Museo de Arte Carnegie, el Museo de Arte Fuji de Tokio, el Instituto de Artes de Detroit, el Museo de Arte de Seattle, el Museo de Bellas Artes de Boston, el Museo de Bellas Artes de San Francisco, el Museo Davis del Wellesley College y el Museo de Arte del Mount Holyoke College.

## Galería

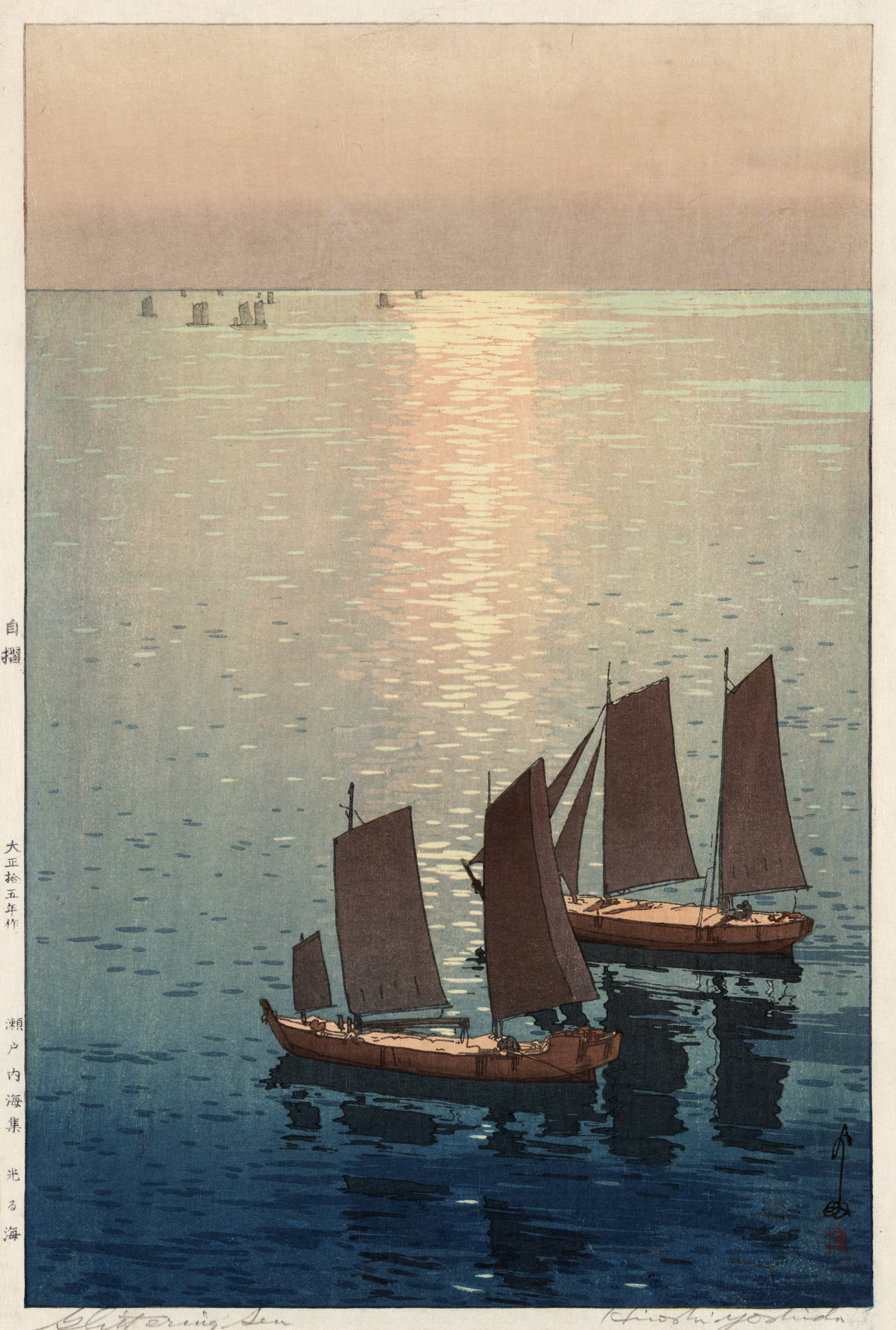
Mar resplandeciente, 1926
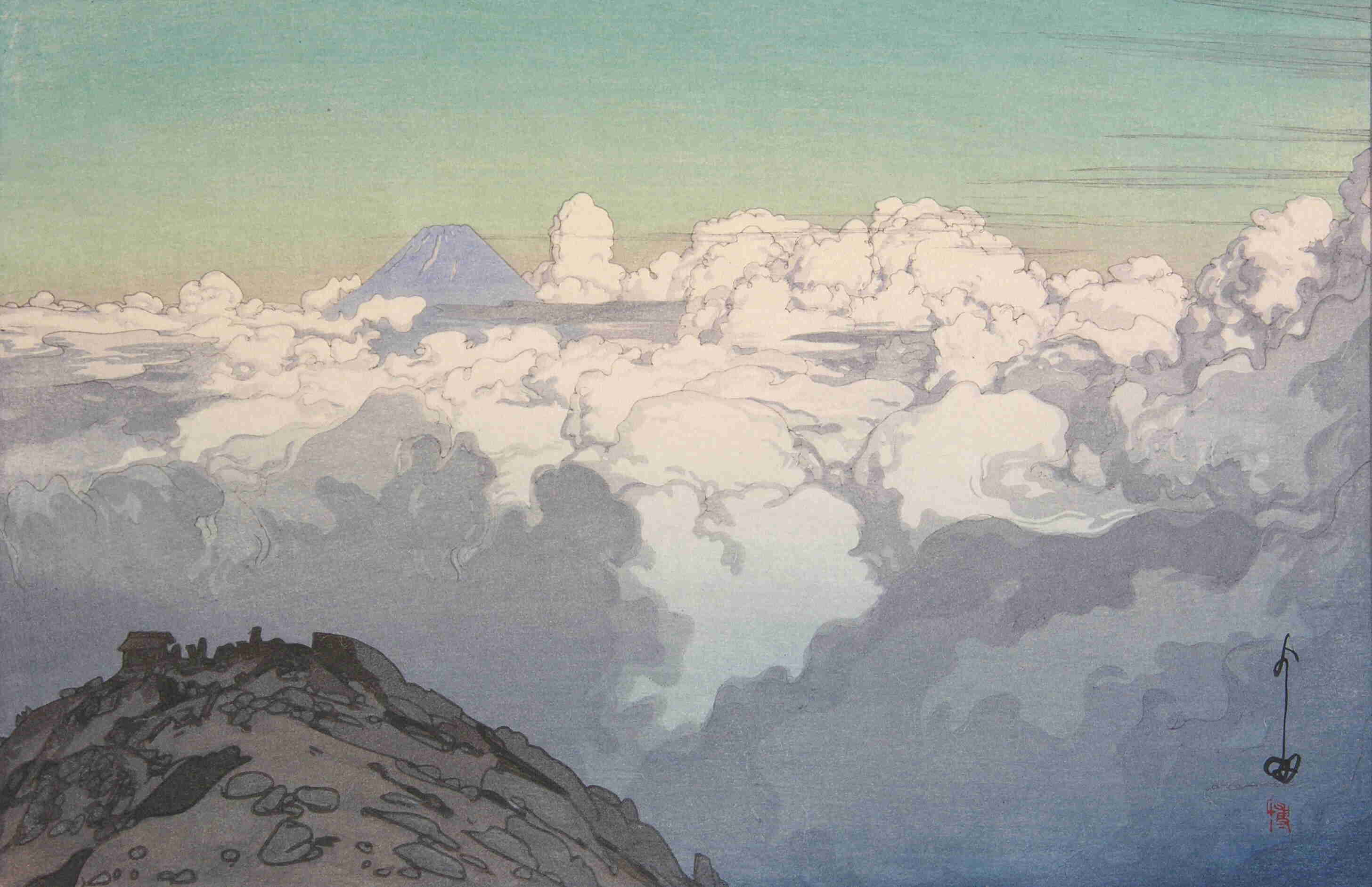
Vista de Komagatake, 1928
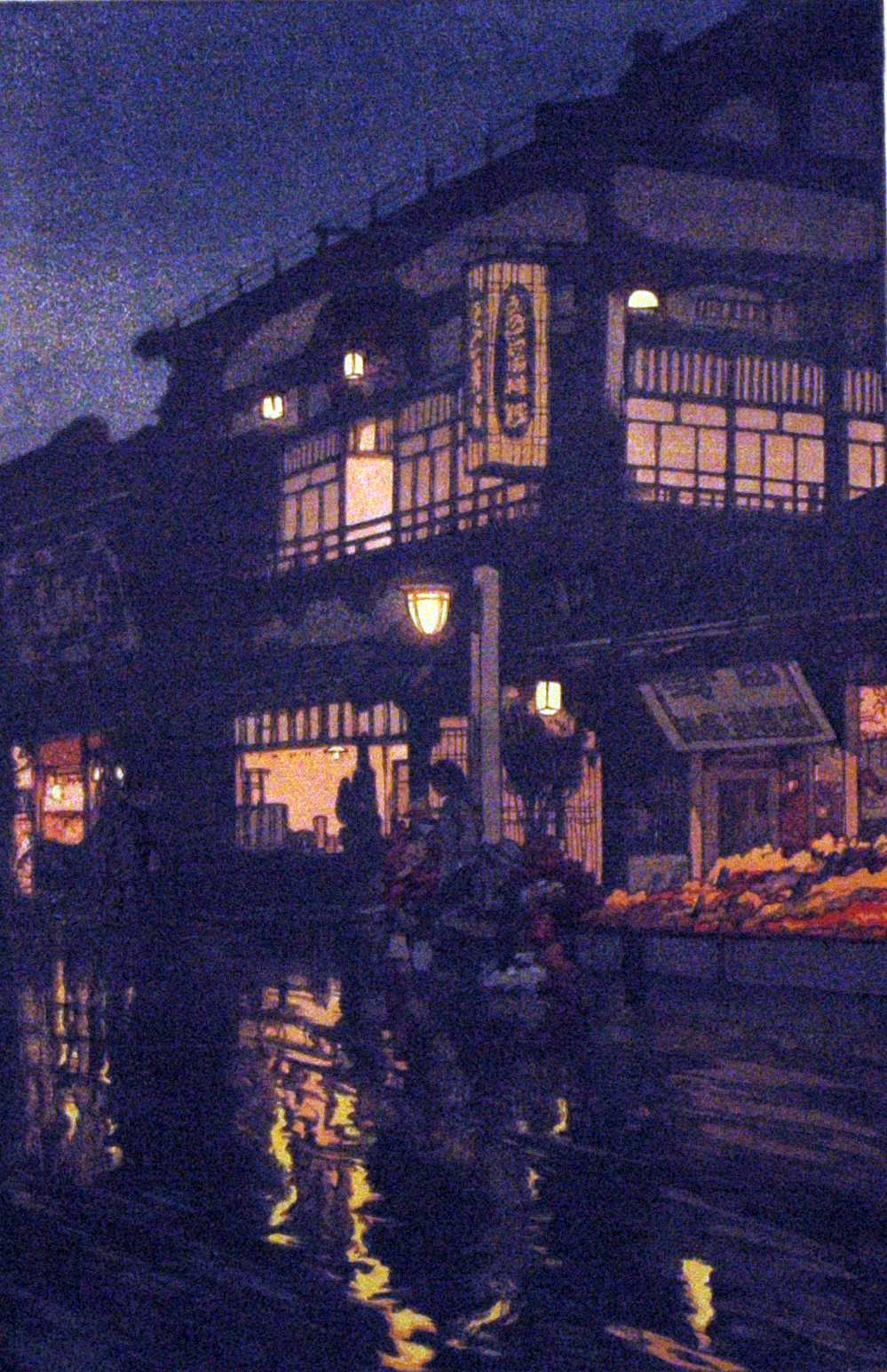
Calle Kagurazaka después de una noche de lluvia, 1929
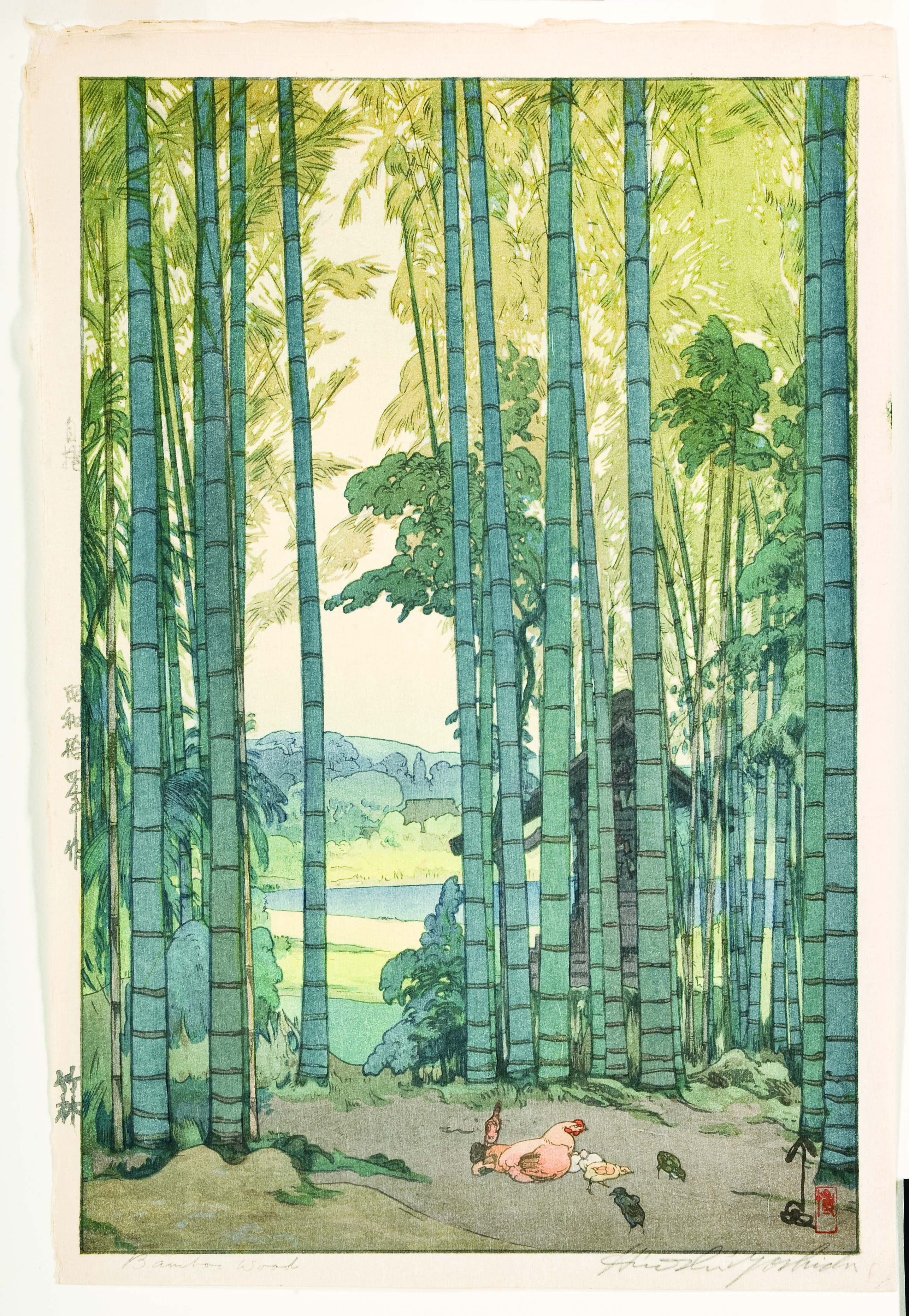
Bosque de bambú, 1939
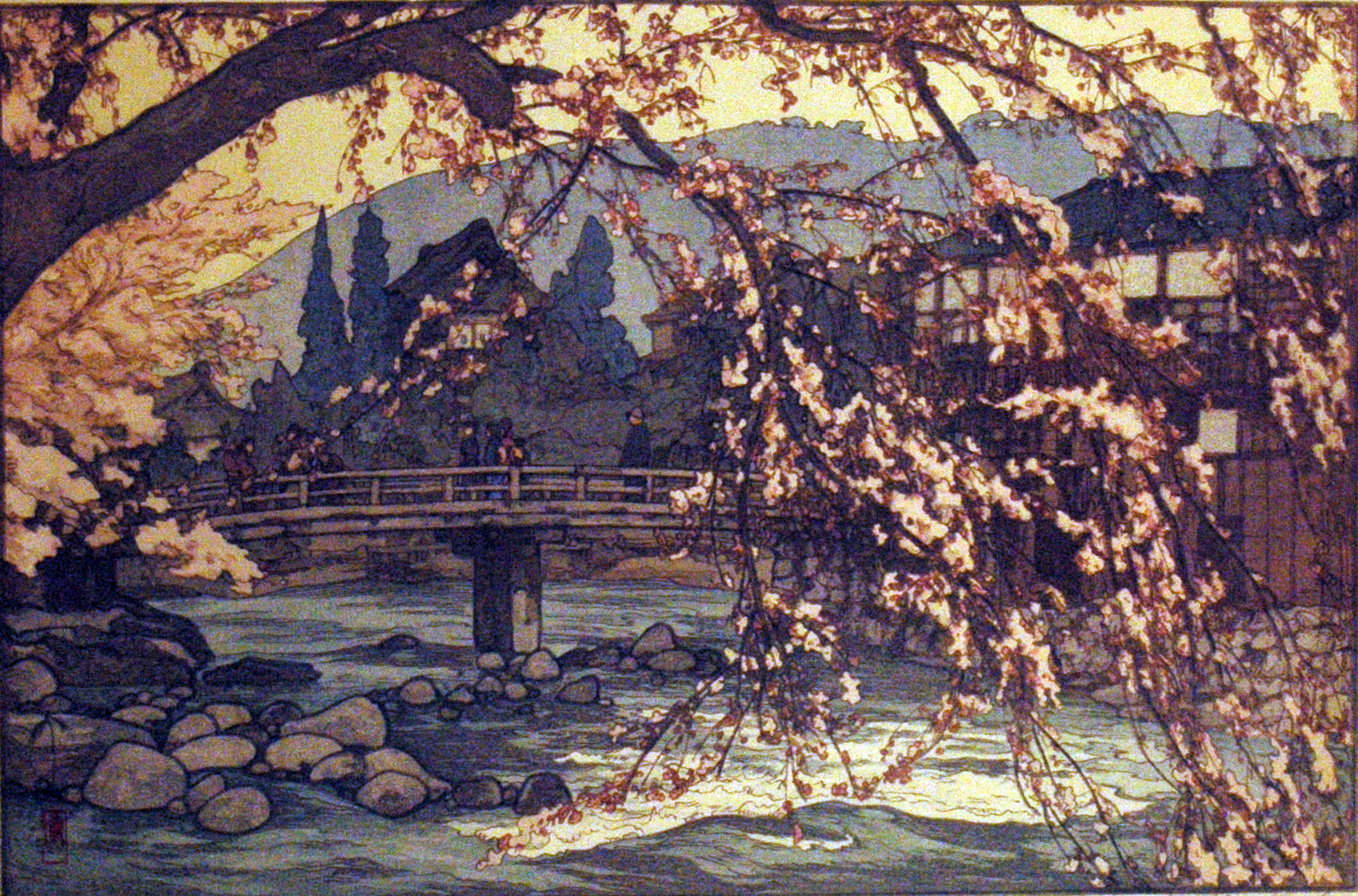
Primavera en una primavera calurosa, 1940